# Wilhelmus Bernardus van Liefland

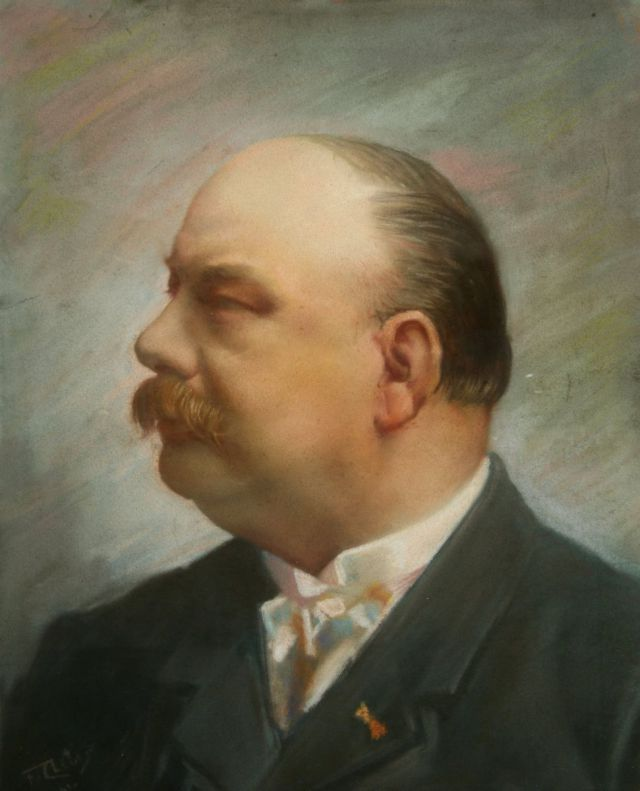
Wilhelmus van Liefland, ±1915

Wilhelmus Bernardus van Liefland (Leiden, 11 oktober 1857 - Den Haag, 27 juli 1919) was een Nederlands architect en stedenbouwkundige.

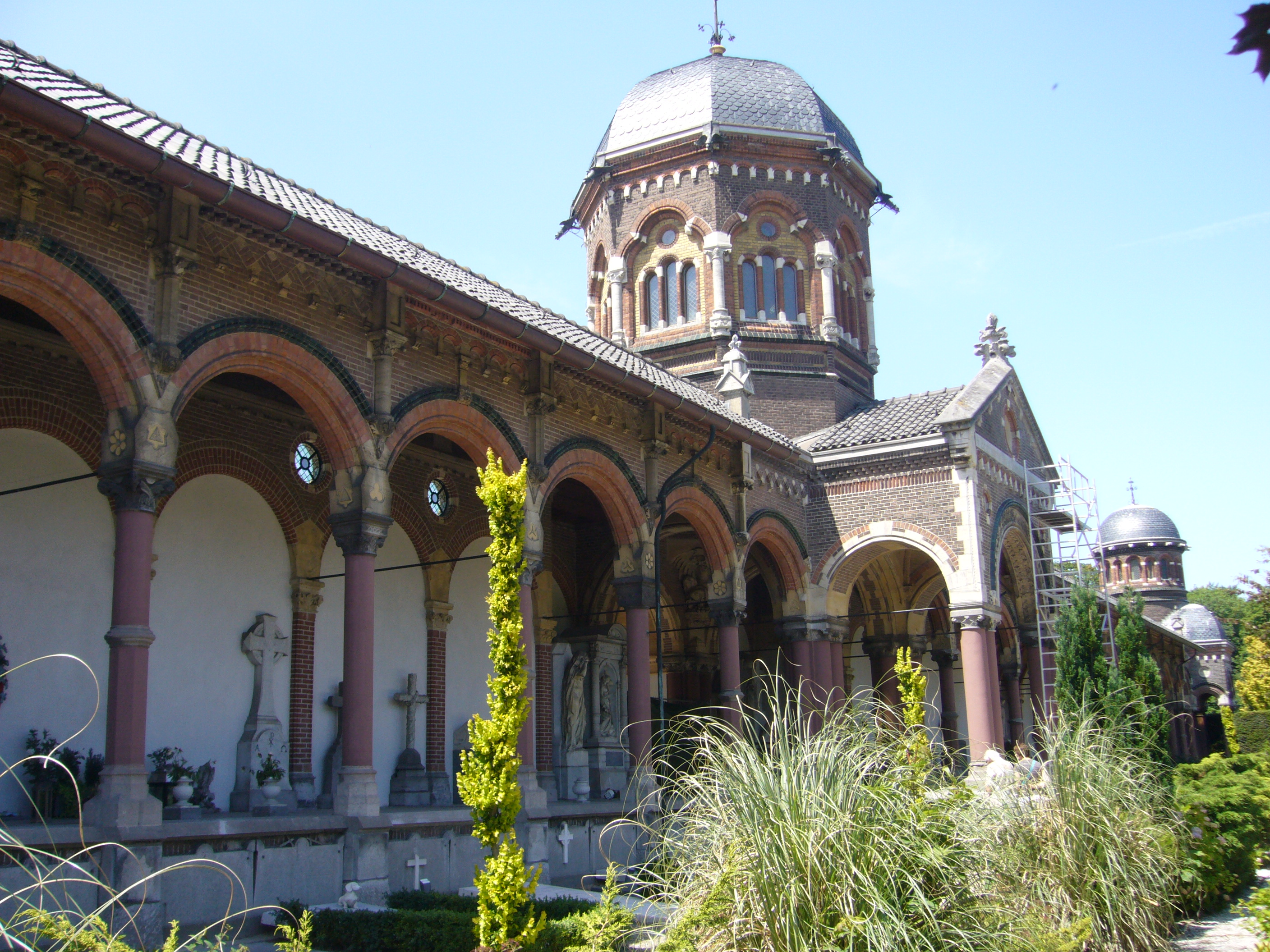
Arcaden op Begraafplaats Sint Petrus Banden (1885)

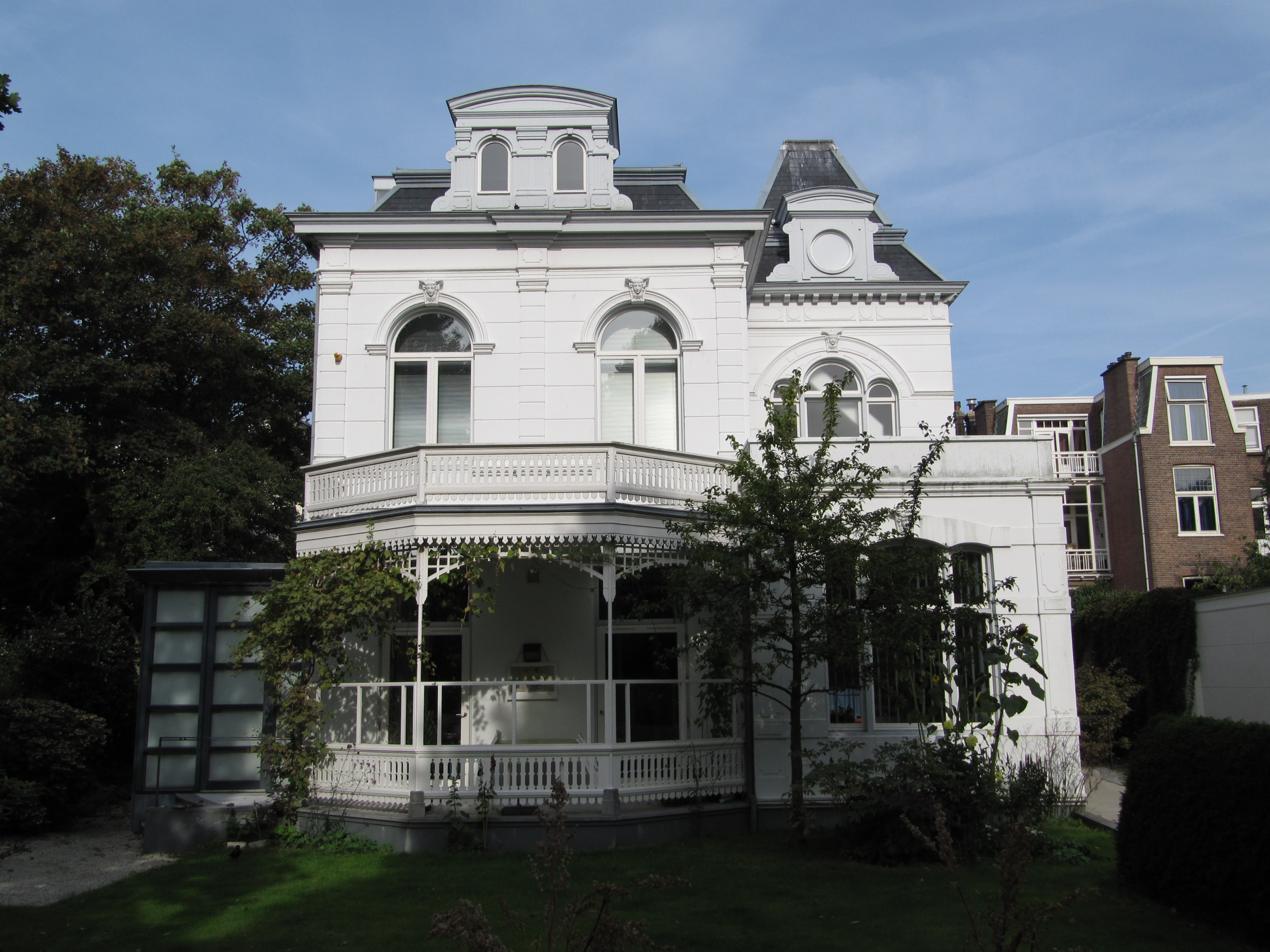
Den Haag - Villa Margaretha (1881-1882)

## Loopbaan
Liefland werd geboren als zoon van een loodgieter. Op zijn zestiende meldde hij zich aan als leerling bij de Academie van Beeldende Kunsten in Den Haag, nu de Koninklijke Academie. Overdag werkte hij als timmerman, in de avond volgde hij de opleiding tot architect. Hij won verscheidene aanmoedigingsprijzen en kwam op twintigjarige leeftijd als assistent-opzichter in dienst bij architect Pierre Cuypers. Twee jaar later vestigde hij zich als zelfstandig architect.
In de beginperiode van zijn loopbaan ontwierp Van Liefland in de stijl van de neorenaissance. In de laatste twee decennia van zijn leven ontplooide hij zich tot een van de belangrijkste architecten in Nederland die ontwerpen maakte in de stijl van de jugendstil/art nouveau, of een eigen interpretatie daarvan. Zijn oeuvre bestaat vooral uit bouwkundige en stedenbouwkundige ontwerpen voor Den Haag en Scheveningen. Hij ontwierp 192 bouwplannen. Hij drukte, mede door zijn politieke bemoeienis, een zwaar stempel op de ontwikkeling van Den Haag. Veel van zijn uitgevoerde werken zijn verdwenen sinds de Tweede Wereldoorlog. Van Liefland is onder meer de ontwerper van de eerste Scheveningse pier in 1901 en het Circustheater rond 1904.

## Politieke loopbaan
Naast zijn werk als architect was Liefland ook politiek werkzaam. Hij werd in 1896 gekozen tot Haags gemeenteraadslid voor de Katholieke Kiesvereniging. Hij maakte hierdoor dankbaar gebruik van de combinatie architect-raadslid door zich te bemoeien met belangrijke stadsuitbreidingsplannen. Zo liet hij niet alleen als sociaal betrokken bouwheer een wijk ontwikkelen voor de hogere welstandsklasse (Marlot), maar ook voor de minvermogenden woningen bouwen in de Schilderswijk. In 1907 werd hij gekozen tot lid van Provinciale Staten naast zijn gemeentelijke raadslidmaatschap. Na protesten over belangenverstrengeling werd hij in 1911 niet meer herkozen tot gemeenteraadslid en gaf hij zijn politieke werkzaamheden op.

## Selectie van werken

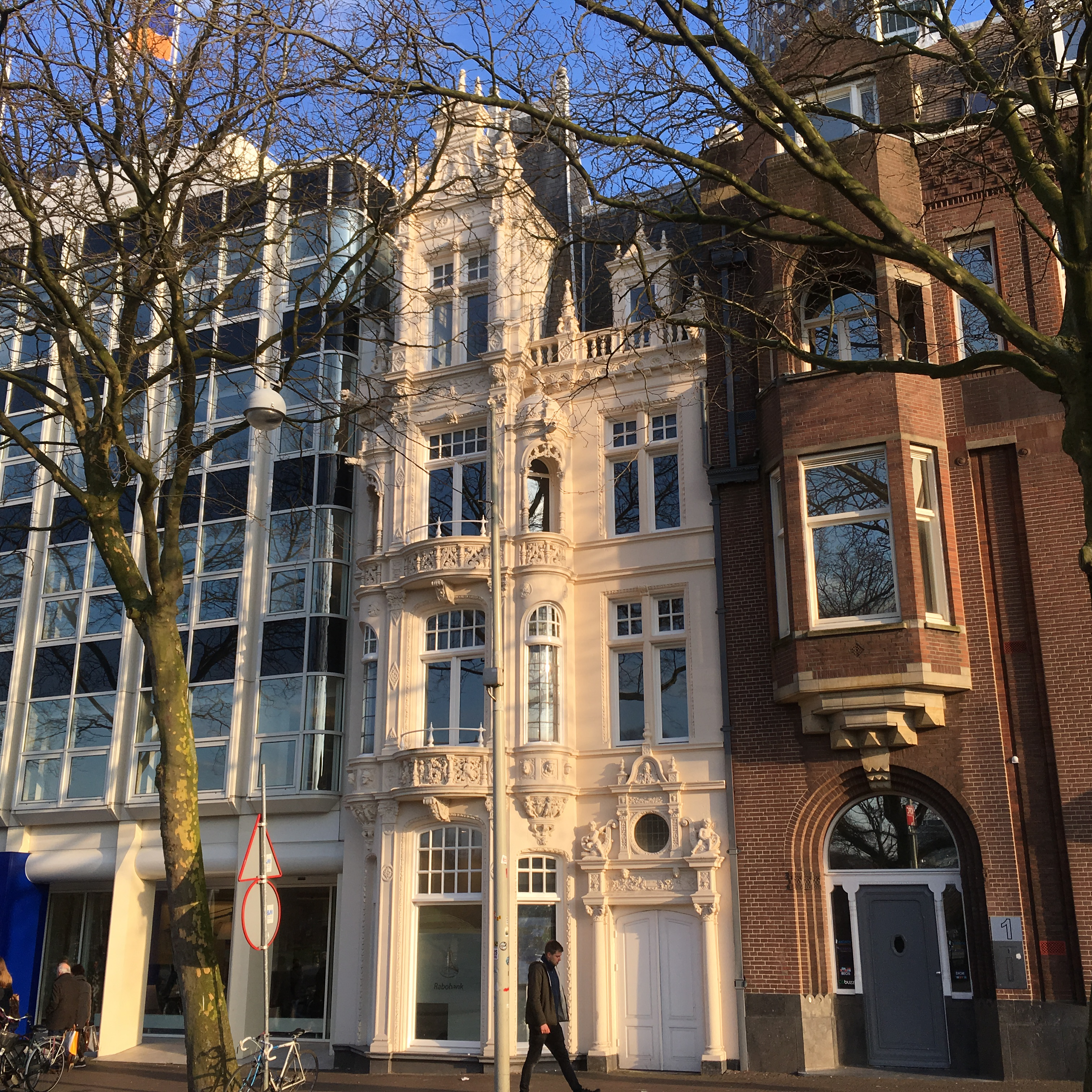
Bezuidenhoutseweg 3, Den Haag (2018)

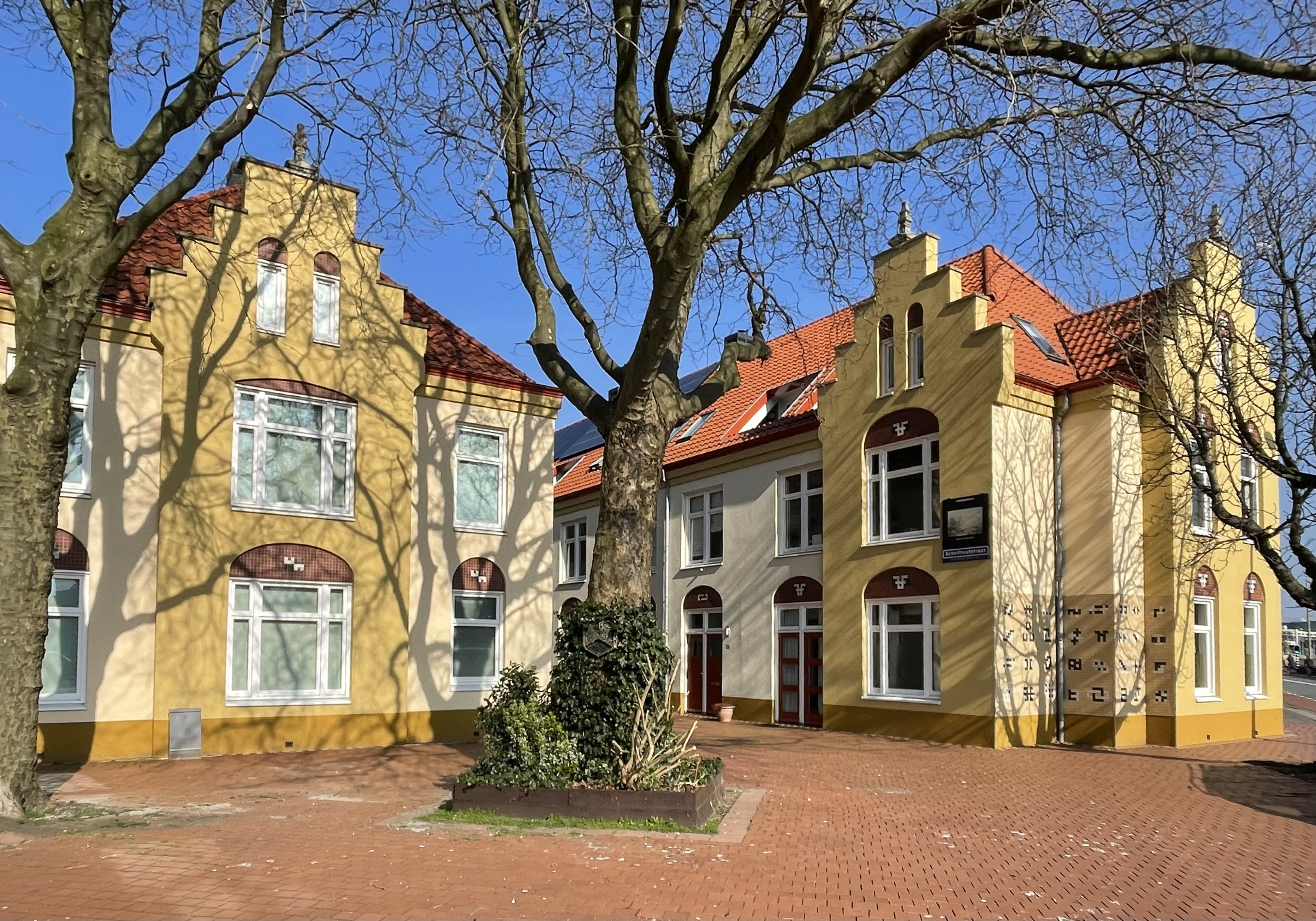
Het Fort, Schilderswijk, Den Haag

- Herstelwerk aan de scheidingsmuur van de begraafplaats St. Petrus Banden (1880)
- Winkel met bovenhuis aan de Denneweg 134-134a (1880)
- Acht grafkelders op begraafplaats St. Petrus Banden (1881)
- Villa in eclectische stijl aan de Van Stolkweg (1881)
- Arcade op de begraafplaats St. Petrus Banden (rijksmonument) (1882)
- Woningencomplex Van Ostadelaan (Van Ostadewoningen) (1886)
- Woningencomplex Het Fort (1890)
- Kerk van het Allerheiligste Hart van Jezus (1891)
- Ontwerp stratenplan Vaillantlaan en omgeving (1896)
- Het Wandelhoofd Koningin Wilhelmina (de Scheveningse Pier) (1901)
- Het Kurhausrestaurant (1902)
- Palace Hotel (1904)
- Oranjegalerij aan de boulevard (1904)
- Circustheater (1904)
- Herstel van het Hofje van Hoogelande (1906)
- Woonhuis Bezuidenhoutseweg 3, dat hij zelf bewoonde (1907)
- Ontwikkeling nieuwbouwplan voor het oude Olympiatheater
- Ontwerp voor een bioscooptheater aan het Spui
- Verbouwing van theater Carré in Amsterdam

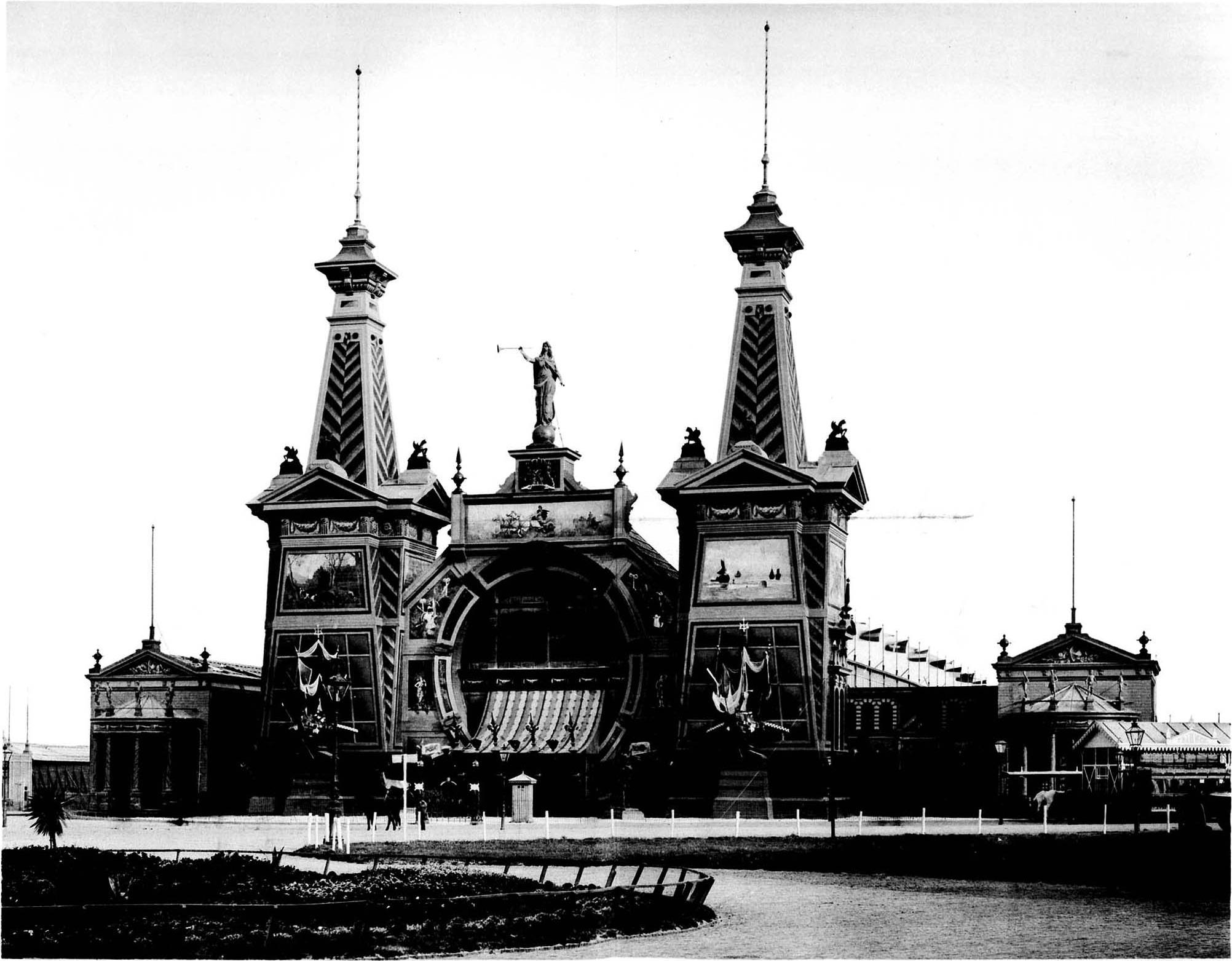
Internationale Sporttentoonstelling, Scheveningen (1892)
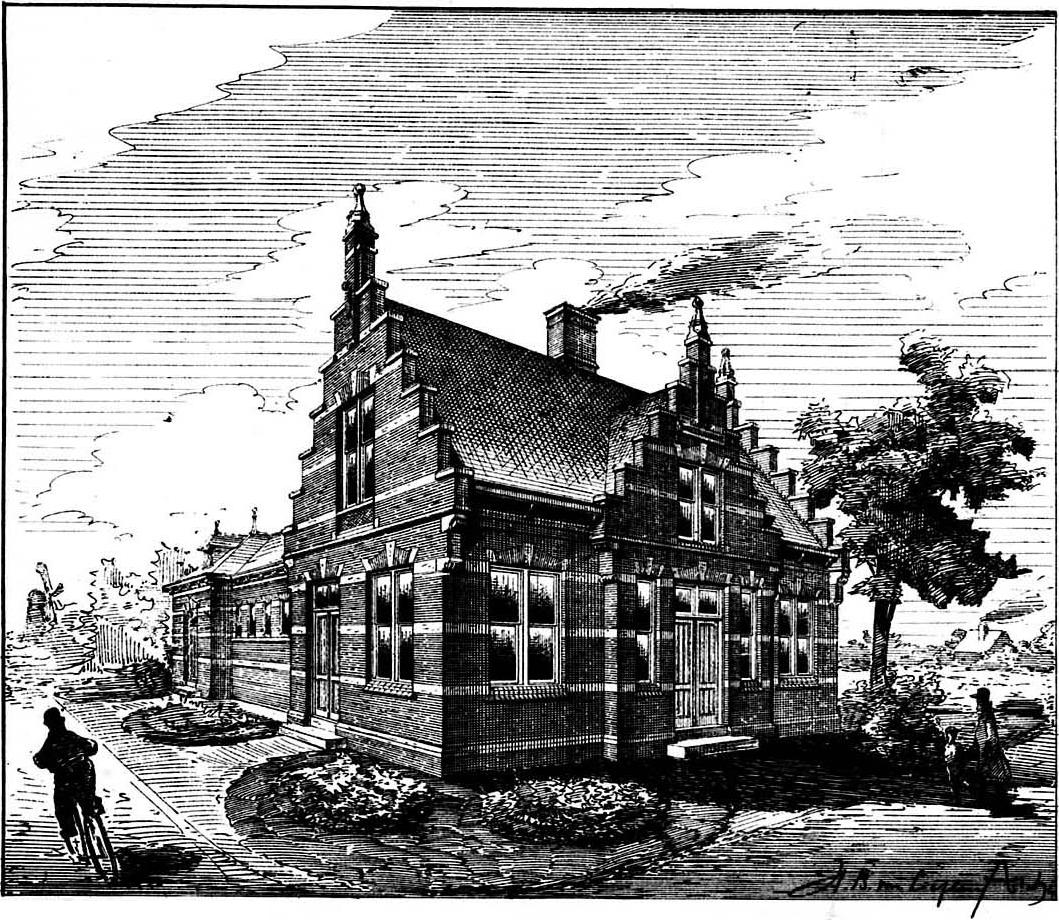
Badhuis, Den Haag (tekening, 1894)
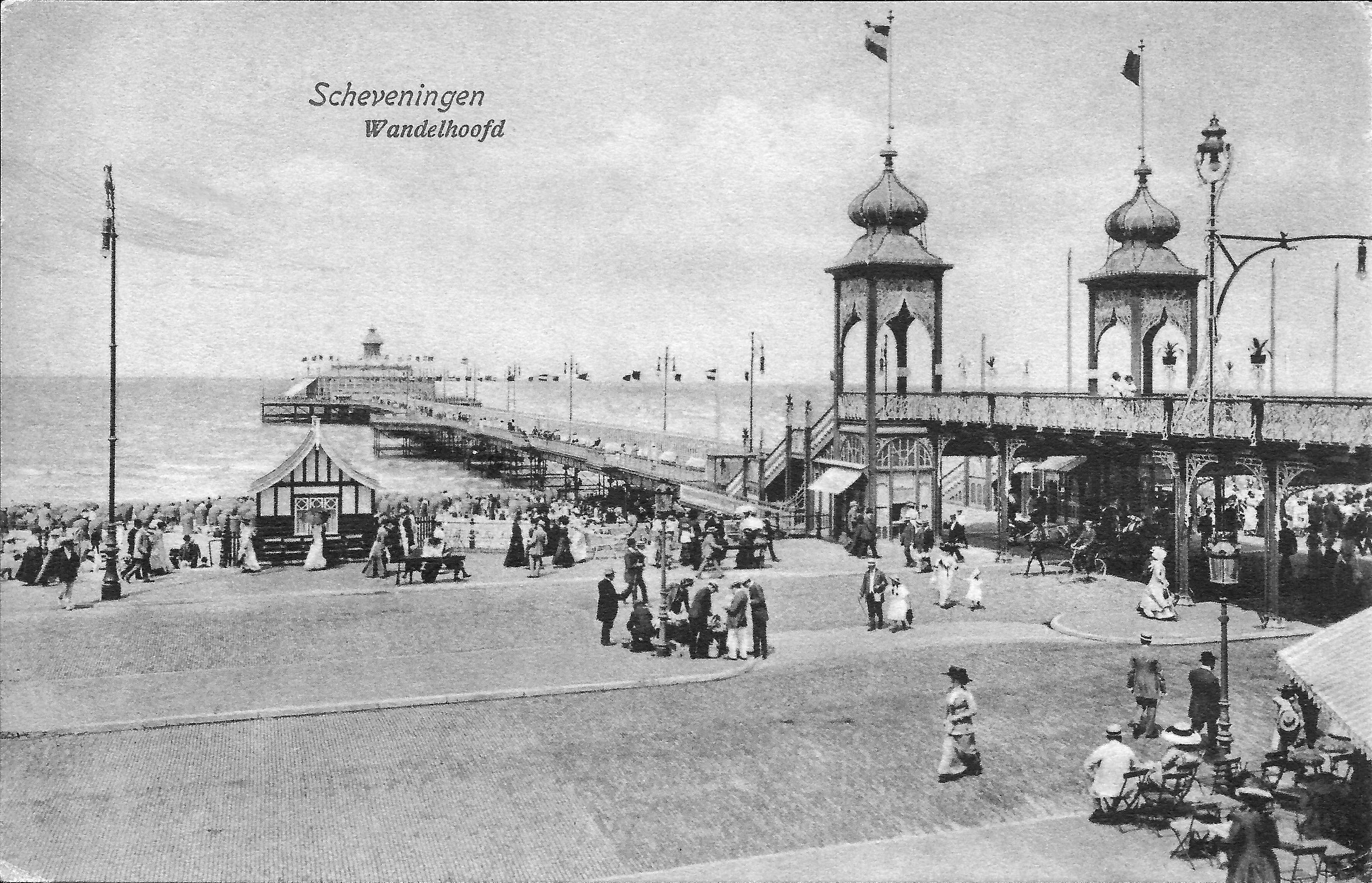
De Scheveningse pier